# Пшивечежин (гміна Любане)
Пшивечежин (пол. Przywieczerzyn) — село в Польщі, у гміні Любане Влоцлавського повіту Куявсько-Поморського воєводства.
Населення — 149 осіб (2011).
У 1975-1998 роках село належало до Влоцлавського воєводства.

## Демографія
Демографічна структура станом на 31 березня 2011 року:
|          | Загалом | Допрацездатний вік | Працездатний вік | Постпрацездатний вік |
| -------- | ------- | ------------------ | ---------------- | -------------------- |
| Чоловіки | 71      | 19                 | 47               | 5                    |
| Жінки    | 78      | 24                 | 39               | 15                   |
| Разом    | 149     | 43                 | 86               | 20                   |